# Ion Nanii
Ion Nanii este un general din Republica Moldova, care a îndeplinit funcția de viceministru al apărării.
Ion Nanii s-a născut la 23 februarie 1950 în satul Cobîlnea r-nul Șoldănești. A fost avansat la gradul de general în anul 1994 de către Președintele Republicii Moldova, Mircea Snegur. A fost eliberat la 14 aprilie 1997 din funcția de viceministru al apărării.